# Абгалдырь
Абгалды́рь (обгалды́рь, обга́лдер):
- прут из металла, один конец которого выполнен в форме крюка, а другой конец — в виде кольцеобразной рукоятки;
- гак или крюк с коротким отрезком троса; предназначен для того, чтобы растаскивать якорные и такелажные цепи или тросы[1];
- снасть для того, чтобы растягивать по рею верхней шкаторины нижнего лиселя или ундер-лиселя, как его ещё называют[2];
- конец или кусок той или иной верёвки с гаком; им достают, например, цепные канаты из канатного ящика, а потом растягивают их или разносят по палубе корабля[3].